# Jekatěrina Samojlová
Jekatěrina Sergejevna Trubeckaja, provdaná Samojlová (rusky: Екатерина Сергеевна Самойлова, 2. října 1763 – 21. února 1830 Petrohrad) byla ruská šlechtična z rodu Trubeckých a dvorní dáma carevny Kateřiny II. Veliké. Byla jednou z vůdčích osobností v Petrohradě té doby. Často byla zmiňována v literatuře, denících a memoárech.

## Život
Byla dcerou knížete Sergeje Alexejeviče Trubeckého a Jeleny Něsvické. V roce 1786 byla provdána za generála Alexandra Samojlova, synovce slavného knížete Potěmkina.
V roce 1782 se stala dvorní dámou carevny Kateřiny II. Veliké. Během pobytu s manželem v Benderu v letech 1787-91 o ní vznikaly pomluvy, že udržuje milenecký poměr s Potěmkinem. Byla vzorem aristokracie hlavního města, známá svými milostnými aférami; u některých z jejích dětí není známo, zda jejich otcem byl skutečně její manžel. Mimo jiné se podle ní odvíjely i módní trendy v oblékání.